# Phrodus
Phrodus  es un género perteneciente a la subfamilia Solanoideae, incluida en la familia de las solanáceas (Solanaceae). Comprende seis especies nativas de Chile.

## Algunas especies
- Phrodus breviflorus
- Phrodus bridgesii
- Phrodus microphyllum

## Sinonimia
- Rhopalostigma